# Montauro
Montauro ist eine italienische Stadt in der Provinz Catanzaro in Kalabrien mit 1852 Einwohnern (Stand 31. Dezember 2023).

## Lage und Daten
Montauro liegt 30 km südlich von Catanzaro am Westhang Serre. Die Nachbargemeinden sind Gasperina, Montepaone, Palermiti, Squillace und Stalettì.

## Sehenswürdigkeiten
Die Pfarrkirche stammt ursprünglich aus der Antike, wurde nach Zerstörung wiederhergestellt. In der Umgebung befindet sich die Ruinen des Klosters S. Domenico, das Kloster wurde bei dem Erdbeben 1783 zerstört.